# 7797 Morita
7797 Morita este un asteroid din centura principală de asteroizi.

## Descriere
7797 Morita este un asteroid din centura principală de asteroizi. A fost descoperit pe 26 ianuarie 1996 la Ōizumi de Takao Kobayashi. El prezintă o orbită caracterizată de o semiaxă mare de 3,18 ua, o excentricitate de 0,15 și o înclinație de 12,9° în raport cu ecliptica.